# Svea Hund på Göta Lejon

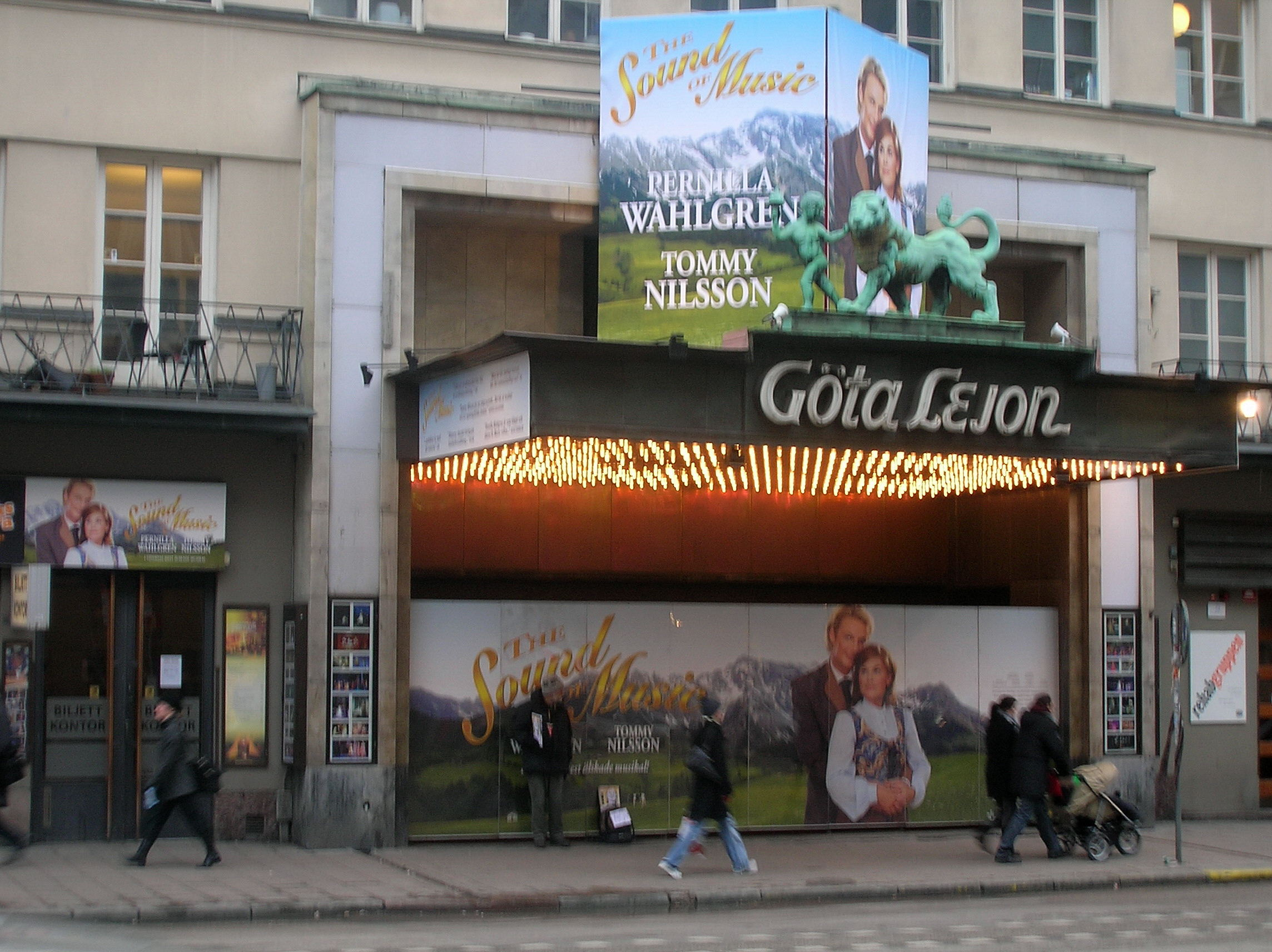
Teater Göta Lejon, februari 2008.

Svea Hund på Göta Lejon, känd som Svea Hund, var Hasse och Tages både musikaliskt och sceniskt mest storslagna produktion. Den visades på Göta Lejon i Stockholm 1976 och innehöll sex utförda tablåer.

## Sex tablåer
Den första av tablåerna var det spexartade versdramat "Den vita sporten eller Mäster Olof" där Tommy Körberg spelade Tage Erlander, Tage Danielsson föreställde Gustaf V, Hans Alfredson gjorde en doktor Frankenstein med många drag av Adolf Hitler, Gösta Ekman agerade Olof Palme, Lena Nyman gestaltade Carl XVI Gustaf och Monica Zetterlund framställde sig själv. 
De övriga fem tablåerna var kortoperan "Rosornas krig" (med musik av H.C. Lumbye), lokalrevyn "På Söders höjder", de två dramatiska styckena "Stoppa prissarna" och "Mordet på Örebroexpressen" samt en jamsession-final, där sångerna "Inte mod" (svensk text till Glenn Millers In the Mood) och "Var blev ni av, ljuva drömmar" (skriven av Tage Danielsson) ingick.

## Medverkande
AB Svenska Ords kärntrupp Hasse Alfredson, Tage Danielsson, Gösta Ekman, Monica Zetterlund och Lena Nyman kompletterades av Tommy Körberg, sånggruppen EBBA (Lena Ericsson, Lars och Kerstin Bagge, Bo Andersson) och Gunnar Svenssons storband.

## Limerickar
Istället för Lindemännen så skrev Alfredson en limerick för varje föreställning. De publicerades sedan i bokform.